# Глубокая (приток Писсы)
Глубокая (истор. Добуп, нем. Dobup) — канава на территории России, протекает по Нестеровскому району Калининградской области. Длина реки — 24 км, площадь водосборного бассейна — 87,9 км².

## География и гидрология
Канава Глубокая берёт своё начало южнее посёлка Вознесенского, поблизости от русско-литовской границы. Далее через сёла Вознесенское и Невское течёт на север а потом и на северо-запад, к посёлку Пушкино. К югу от посёлка Пушкина канава круто поворачивает в западном направлении к посёлку Илюшину.
Канава Глубокая правобережный приток реки Писсы, её устье расположено южнее посёлка Илюшино, в 60 километрах от устья реки Писсы. Общая протяжённость Глубокой 24 километра.
Через Глубокую переброшен один железнодорожный, 2 железобетонных и несколько деревянных мостов.

## Данные водного реестра
По данным государственного водного реестра России относится к Балтийскому бассейновому округу, водохозяйственный участок реки — Преголя. Относится к речному бассейну реки Неман и рекам бассейна Балтийского моря (российская часть в Калининградской области).
Код объекта в государственном водном реестре — 01010000212104300010138.